# Ezequiel Uricoechea

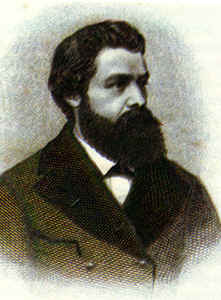
Ezequiel Uricoechea

Ezequiel Uricoechea (* 9. April 1834 in Bogotá (Kolumbien); † 28. Juli 1880 in Beirut (Libanon)) war einer der ersten Naturwissenschaftler und ein Universalgelehrter Kolumbiens.

## Leben
Uricoechea begann 1849 ein Doppelstudium der Medizin und der Mathematik an der Yale University in New Haven (Connecticut) und wurde dort zum Dr. med. promoviert. Anschließend machte er eine Europareise und nahm 1852 bis 1854 an der Universität Göttingen ein naturwissenschaftliches Studium auf. Dort promovierte er 1854 ein weiteres Mal bei dem Chemiker Friedrich Wöhler mit einer Dissertation Über das Iridium und seine Verbindungen.
Von 1857 bis 1867 war er Professor für Chemie und Mineralogie an der Universität Bogota. Daneben interessierte er sich eingehend für die heimische Archäologie, Kartographie, Naturheilkunde und Bibliographie. Er war 1859 Gründer der Sociedad de Naturalistas Colombianos. Als Linguist setzte er sich mit den südamerikanischen Sprachen auseinander.
Uricoechea reiste 1868 erneut nach Europa und wurde 1878 in Brüssel auf einen Lehrstuhl für Arabisch berufen.

Günther Schütz hat Uricoechea zahlreiche Publikationen gewidmet.

## Schriften
- Mapoteca colombian, London 1860
- Collection linguistique américaine, 5 Bände, Paris 1871–1878
- Antigüedades Neogranadinas, Digitalisat der Digital Library of the Caribbean

## Ehrungen
Ezequiel Uricoechea wurde 1980 mit einer Göttinger Gedenktafel geehrt, die vom damaligen kolumbianischen Botschafter in der Bundesrepublik Jaime Jaramillo Uribe vorgeschlagen worden war.